# Groupe G
Ne doit pas être confondu avec Groupe d'armées G.
 (octobre 2015).

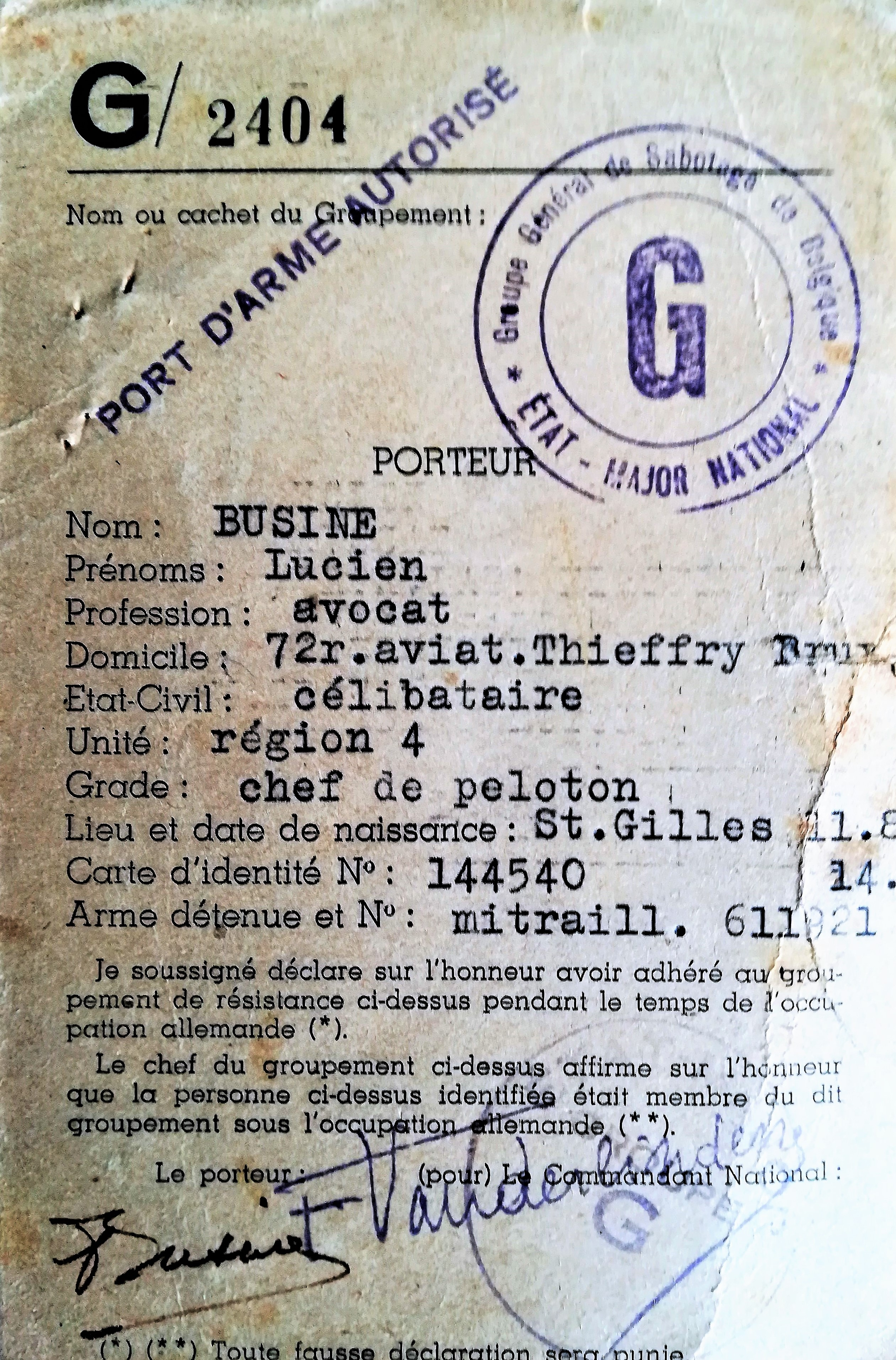

Le Groupe G ou Groupe général de sabotage de Belgique est un groupe de résistants issus du milieu libre exaministe, actifs en Belgique durant la Seconde Guerre mondiale.

## Fondation

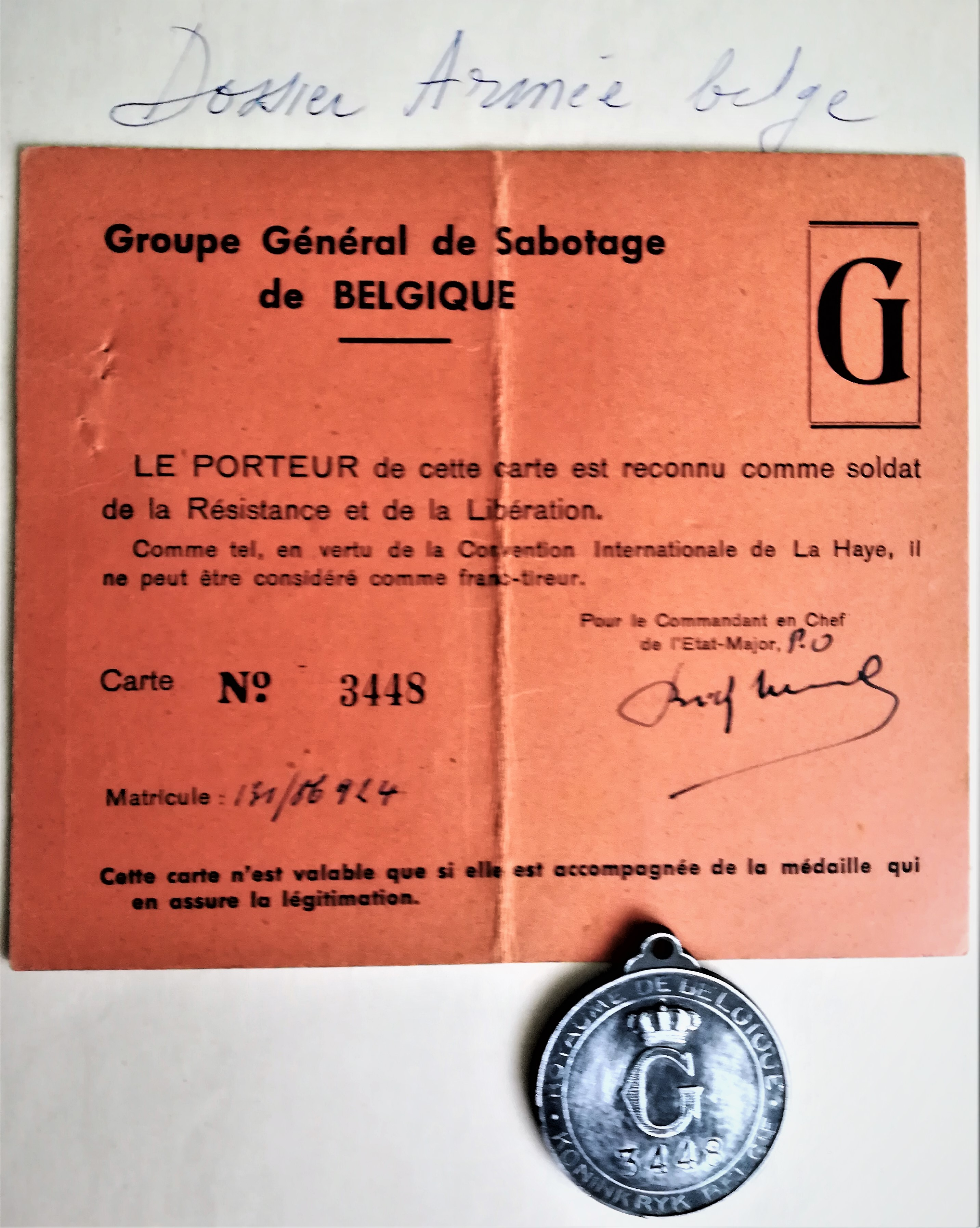
Carte de membre accompagné de la médaille d'identification

En janvier 1942, un petit groupe d'anciens étudiants issus de l'université libre de Bruxelles, qui avait créé une première cellule de sabotage dont est également issu le Groupe D du Service de Sabotage Hotton, met sur pied, à l'instigation d'André Wendelen, ancien étudiant, parachuté par le SOE dans le cadre de la mission Mandamus, un premier comité de réception qui assumerait la responsabilité des parachutages de matériel et d'hommes. Bientôt quelques professeurs (notamment Jean Lameere et Pierre Baudoux) rejoignent le groupe en devenir.
Au départ, encore un groupuscule intellectuel mais c'est grâce à ces intellectuels que rien ou presque rien n'y est improvisé. Ni les études théoriques ni les confrontations interminables ne sont évitées. C'est dans leur cadre que Jean Burgers révèle ses qualités de chef. Bientôt, des centaines de gens de tous les horizons viennent étoffer les effectifs du groupe.
Jean Burgers en est le fondateur et l'organisateur. Il est le premier commandant national du groupe. Burgers choisit le nom de Fernand Gérard comme nom de guerre, ce qui donne son nom à l'organisation : Groupe Gérard d’abord qui devient enfin le Groupe G.
Le groupe G s’entoure durant toute la guerre d’un épais mystère pour se protéger de l’ennemi. Tout ce que l’on sait de lui à cette époque, c’est que c’est un mouvement de résistance.

### Jean Burgers
Dans les plans du G figurait surtout le sabotage des installations servant à l’ennemi, mais seulement à un moment soigneusement choisi en fonction d’un débarquement allié, moment où la coordination des actions serait le plus efficace pour la suite des évènements. Le Groupe G n'a cependant jamais aimé être considéré uniquement comme un groupe de sabotage, encore moins comme un groupe de terroristes - selon la terminologie de l’occupant - car ses objectifs étaient toujours bien ciblés. Ses membres sont armés, non pour se livrer à la guérilla contre l’occupant mais bien pour se défendre et pour protéger et mener à bien les opérations de sabotage.
Mais les Allemands ne sont pas inactifs. Jean Burgers est arrêté en mars 1944 en même temps que d’autres responsables du groupe. En vain les Allemands tentent-ils de le faire parler et il subit les camps de Breendonk et de Buchenwald, pour finalement être pendu dans ce dernier camp après un long supplice en septembre 1944. Il était âgé de 27 ans.

### Robert Leclercq

#### Restructuration du Groupe
Le plus remarquable est que les divers coups durs qui ont frappé le Groupe G ne sont jamais parvenus à le désorganiser ni à détruire l’esprit qui l’animait. Le successeur de Jean Burgers, Robert Leclercq, était professeur à Morlanwelz, dans le Hainaut, au début de l’occupation et avait été intégré très rapidement à la direction du groupe. Robert Leclercq, alias Freddy Verlinden réorganise et structure le Groupe G sur le modèle d'une véritable armée sitôt qu’il a repris le flambeau au printemps 1944. Il dirige ses compagnons jusqu'à la victoire et la libération du pays.
Le groupe G a divisé le pays en 10 régions opérationnelles, régions elles-mêmes divisées en secteurs. Par exemple, le secteur  74 (Ressaix, St-Vaast, Leval-Trahegnies, Mont- Ste- Aldegonde, Carnières, Binche, Haine- St-Paul, Péronnes) appartient à la région VII  (Est Hainaut, Anderlues, Beaumont), laquelle est riche d’environ 600 hommes.

#### Les sabotages
Pendant les combats de la Libération, comme les autres résistants de l’Armée secrète et surtout après le Débarquement en Normandie, les membres du groupe G ont attaqué les Allemands et leurs collaborateurs mais cette façon d’agir était exceptionnelle auparavant.
Le groupe G s'est illustré dans tout le pays par un nombre important de sabotages d'infrastructure afin de nuire au maximum à l'occupant nazi.
« Pour bien comprendre le véritable visage du groupe G, il faut se reporter en arrière. La capitulation de 1940 livrait à l'ennemi notre pays tout entier, avec son potentiel humain et industriel. Désormais, toute l'activité de notre pays allait aider, bon gré mal gré, à l'effort de guerre allemand. C'est ce qu'on a appelé la Collaboration. Celle-ci pouvait revêtir deux formes. Elle était directe si notre production servait à l'ennemi ; indirecte si notre activité pouvait remplacer la main-d'œuvre allemande et ainsi libérer des hommes qui seraient incorporés dans la Wehrmacht.
Or, pour l'acheminement  de notre production aux centres désignés par les occupants, la question du transport était un problème de tout premier plan.	
Notre organisation s'est donc donné pour tâche de réduire au minimum les avantages que pouvait procurer aux Allemands notre activité nationale.... C'est ainsi qu'est né le sabotage qui prit deux formes différentes: le sabotage intérieur et le sabotage extérieur.
Le sabotage intérieur est celui réalisé par le personnel même de l'entreprise ses résultats sont lents, car les saboteurs se heurtaient à des éléments collaborateurs et au  contrôle des Allemands.
Le sabotage extérieur fut beaucoup plus nuisible à l’ennemi car il provoqua des pertes de fabrication et surtout des arrêts dans la fabrication ou dans les transports. Ceci était grandement préjudiciable à l’armée allemande. Ces sabotages extérieurs étaient accomplis par des agents de notre groupe. Dans ces destructions, il était important d’abord de ne rien laisser au hasard et ensuite d’être sûr de la portée des résultats.
Comme notre industrie était largement transformatrice, les  matières premières devaient être importées et les produits  finis exportés. Il fallait donc s'attaquer aux transports et aux points les plus vulnérables de notre industrie. Pour cela, nous avons d'abord agi par persuasion sur le personnel des transports, ce qui nécessita la  création d'un groupe "chemin de fer", ensuite, nous avons conseillé le personnel des usines de façon à faire  baisser le rendement le plus possible et finalement, nos agents sont passés eux-mêmes à  l'action en détruisant les moyens de transport et les machines vitales de l'industrie. » (Robert Leclercq)
Un des plus grands faits d’armes du groupe G fut ce que l’on a appelé « La grande coupure ». Il eut lieu le soir du 15 janvier 1944. Le plan avait été mûrement réfléchi et prévoyait d’abattre les pylônes supportant les câbles électriques. Ceux-ci avaient été choisis pour l’importance des perturbations que leur destruction allait provoquer dans les usines et les moyens de communications. La préférence fut donnée à des sites d’accès difficile, là où les opérations de réfection seraient plus longues à réaliser. Ce soir là, entre 20 et 23 heures, les membres du G firent sauter les pylônes du Borinage. Tout de suite, l’action remontait vers La Louvière, Court-Saint-Étienne, Charleroi, Namur, puis bifurqua vers la région liégeoise vers Bressoux et Visé, tout en rayonnant en direction d’Alost, Termonde, Malines Courtrai. La démolition à l'explosif de 28 pylônes à haute tension a pour effet de priver d'énergie et de façon durable de nombreuses usines à travers tout le pays et jusque dans le bassin rhénan. Un grand nombre d’entreprises produisant pour l’effort de guerre allemand furent immédiatement à l’arrêt et certaines n’étaient pas encore remises en état à la libération. Les conséquences de cette opération se firent durement sentir aux Allemands jusqu’à la fin de la guerre.

#### Filière d'évasion et parachutage
Un point d'appui du groupe G se trouvant à Maransart, dans le Brabant wallon, a servi aussi bien pour le balisage nocturne de terrains d'atterrissage et de parachutage, pour le transit de parachutistes venus de Londres, pour celui d'évadés soviétiques que les Allemands avaient mis au travail dans les charbonnages et pour la sauvegarde de jeunes juifs. La filière d'évasion de ces prisonniers avait été organisée par les émigrés Russes Blancs compagnons du général baron de Wrangel, ingénieurs et intellectuels que les Allemands avaient recrutés pour remettre en route notre industrie minière contre la promesse de la reconquête du pouvoir dans leur mère patrie, selon les recherches du professeur Nicolas Bieliavsky, de l'université libre de Bruxelles. Ne supportant pas de voir des compatriotes, fussent-ils rouges, maltraités au fond des mines, ils ont monté cette filière d'évasion. Des agents soviétiques y ont contribué en utilisant la maison d'enfants "La clé des champs", située à Maransart, dirigée par Betty Lavachery. Maurice Errera, membre du groupe G, conduisit à bicyclette André Wendelen, parachuté de Londres, chez Betty Lavachery mais la date de cet épisode n'est pas connue. D'après le témoignage d'Henri Vlès, juif hollandais réfugié à la Clé des Champs, c'est la mère d'Haroun Tazieff, Zénitta Tazieff-Vivier, qui orientait certains évadés russes chez Betty Lavachery. Selon Denis Limbosch, neveu de Betty Lavachery, également hébergé à la Clé des Champs, Betty Lavachery organisait des jeux de nuits avec les jeunes, jeux qui servaient de couverture pour le balisage des terrains d'atterrissage ou de parachutage. Cette famille Limbosch s'est trouvée au carrefour de quatre réseaux de résistants : 
- le groupe G.
- Deux réseaux communistes par Zénitta Tazieff-Vivier d'une part, et par son fils Haroun Tazieff de l'autre, membre des Partisans armés de la région Ourthe- Amblève et qui fréquentait assidument la Clé des Champs. Zénitta Tazieff ne se rendait à la Clé des Champs que lorsque son fils n'y était pas, selon Henri Vlès.
- Les parachutistes belges de l'Escadron SAS par Freddy Limbosch, le frère de Betty Lavachery, SAS dont faisait également partie leur cousin Jean Limbosch. Limbosch était l'un des noms de guerre utilisés par André Wendelen.

## Membres (liste partielle)
- Jean Burgers: État-major, Commandant national (1942 - mars 1944)
- Hélène Burgers-Léva ("Madeleine"): État-major, chef adjointe (mars 1944-septembre 1944)
- Robert Leclercq: État-major, Commandant national (mars 1944 - septembre 1944)
- Richard Altenhoff: État-major, Directeur national de l'équipement (1942 - juillet 1943 †)
- Robert Maistriau: État-major, Directeur national du recrutement (avril 1943 - septembre 1944)
- André Wendelen: État-major, Chargé de liaison avec Londres parachuté par le SOE (1942 - 1944)
- René Évalenko: État-major, Directeur national de l'équipement (juillet 1943  - septembre 1944)
- Mathilde Artus : Etat-major, Chef du service intendance (septembre 1943 - septembre 1944), précédemment courrier. Active pour le service Zéro avant d'entrer au G. Recutée par Hélène Delva.
- Richard Lipper: État-major, adjoint au Directeur national de l'équipement, fusillé au Tir National
- Jean Lameere: État-major
- Pierre Baudoux: État-major
- Hubert Meire: État-major
- Henri Neuman: État-major
- Jean Pelseneer: État-major
- Jean Mardulyn : Etat Major; recrutement
- Charles Mahieu : Etat Major (mort fusillé le 2 septembre 1944)
- René Patricius Fernandus Kempeneers: Commandant de Groupe G région IX (Limbourg)
- René Tordoir: Commandant de Groupe G région VII (Arrondissements de Charleroi et Thuin)
- Lucien Busine : Avocat, Chef de peloton (Unité : région IV)
- Hilaire Gemoets: commandant PA, membre du groupe G (section locale), fusillé le 3 septembre 1944.
- Freddy Schenus : Membre de la zone liégeoise
- Dieudonné Chaineux : Membre de la zone verviétoise
- Gérald Norman (15/01/1919 - 31/03/1945, mort du typhus au camp de Gross-Rosen)
- Maurice Maindiaux: Médecin
- Betty Lavachery: Section locale
- Jean Guillissen: Laboratoire clandestin, fusillé en mai 1942.
- Maurice Érrera: Section locale
- Anatole DEFRANNE : Region 3

## L'après-guerre
Mais toute cette bravoure a coûté au G son prix de sang et de larmes : plus de vingt pour cent des 4 046 membres du groupe G qui ont après la guerre été officiellement reconnus ont perdu la vie à leur poste de combat ou dans les prisons nazies.
Robert Leclercq a dissous le groupe G à l'automne de 1944, au lendemain de la libération de la Belgique.

## Souvenir
- Un square du campus du Solbosch de l'Université libre de Bruxelles porte le nom du groupe, le "Square G".
- Monument (1996) dans ce square : En hommage aux résistants du Groupe G et à tous ceux qui, au-delà des barrières idéologiques, se sont levés contre la négation de l'homme et le silence imposé à la pensée humaine Voir en ligne.
- Monument aux résistants du Groupe G, Ville-Pommeroeul, Bel-Memorial Voir en ligne.